# Гаррі Гемптон
Гаррі Гемптон (англ. Harry Hampton; 21 квітня 1885, Веллінгтон — 15 березня 1963) — англійський футболіст, що грав на позиції нападника, зокрема, за «Астон Віллу», а також національну збірну Англії. По завершенні ігрової кар'єри — тренер.
Чемпіон Англії. Триразовий володар Кубка Англії з футболу. Володар Суперкубка Англії з футболу. 

## Клубна кар'єра
Народився 21 квітня 1885 року в місті Веллінгтон. Протягом 1902—1904 років грав за місцевий «Веллінгтон Таун».
Своєю грою привернув увагу тренерського штабу представника Першого англійського дивізіону «Астон Вілли», до складу якої приєднався 1904 року. Відразу став гравцем основного складу команди з Бірмінгема та її головним бомбардиром. У першому ж сезоні став володарем Кубка Англії, згодом здобував цей трофей і 1913 року. За результатами сезону 1909/10 «Астон Вілла» з Гемптоном у складі виграла чемпіонат країни. У сезоні 1911/12 нападник відзначився 25 голами у першості Англії, розділивши з Девідом Макліном і Джорджем Голлі титул найкращого її бомбардира. 1913 року у складі збірної професіоналів здобув Суперкубок Англії, у грі за який була обіграна збірна аматорських футболістів Англії.
Подальшому розвитку кра'єри нападника завадила Перша світова війна, в якій він брав безпосередню участь. Зокрема був учасником Битви на Соммі, де отруївся гірчичним газом.
З відновленням футбольних змагань після війни у 1919 році повернувся до «Астон Вілли», де не зміг вже грати на колишньому рівні і невдовзі перейшов до друголігового «Бірмінгем Сіті», якому 1921 року допоміг підвищитися до Першого дивізіону.
Завершував ігрову кар'єру у команді Третього дивізіону (Південь) «Ньюпорт Каунті», за яку виступав протягом 1922—1923 років.

## Виступи за збірну
1913 року дебютував в офіційних матчах у складі національної збірної Англії. Протягом кар'єри у національній команді, яка тривала 2 роки, провів у її формі 4 матчі, забивши 2 голи.

## Кар'єра тренера
По завершенні ігрової кар'єри працював тренером у клубах «Престон Норт-Енд» і «Бірмінгем Сіті».
Помер 15 березня 1963 року на 78-му році життя.

## Титули і досягнення
- Чемпіон Англії (1):

«Астон Вілла»: 1909/10
- Володар Кубка Англії з футболу (3):

«Астон Вілла»: 1904/05, 1912/13, 1919/20
- Володар Суперкубка Англії з футболу (1):

Професіонали: 1913
- Найкращий бомбардир Футбольної ліги Англії (1):

1911/12 (25 голів)